# Noa
Ахіноам Ніні (івр. אחינועם ניני), відома як Но́а (Noa; івр. נועה; 23 червня 1969, Тель-Авів, Ізраїль) — ізраїльська естрадна співачка, авторка пісень та мультиінструменталістка (ударні, гітара, піаніно), а також активістка. З Мірою Авад представляла Ізраїль на Пісенному конкурсі Євробачення 2009 року в Москві з піснею «Має бути інший шлях» (англ. There Must Be Another Way) з пацифістським змістом.
Більшість її пісень можна віднести до стилю етно, хоча вона також виконує пісні й в інших стилях понад 10 мовами: івритом, англійською, французькою, іспанською, італійською, на їдиші, арабською.

## Біографія
Народилась 23 червня 1969 року неподалік Тель-Авіва в родині вихідців з Ємену. Її батько — інженер-хімік, а мати — дитяча психологиня. Незабаром після народження дочки батьки переїхали до США в Нью-Йорк.
У 8-річному віці Ахіноам почала складати перші пісні. На її творчість мали вплив американські автори і виконавці 1960-х років (Барбра Стрейзанд, Джоні Мітчелл). У 17 років кинула навчання в Нью-Йоркській академії мистецтв і подалася до Ізраїлю, де вступила до школи Мей Боєр. По якімсь часі познайомилась з Ашером Бараком, з яким пізніше одружилася. В Ізраїлі Ахіноам відбула службу в Збройних силах Ізраїлю.
Поштовхом для розвитку співочої кар'єри Ахіноам стала зустріч Гілем Дором (Gil Dor), гітаристом і композитором, співзасновником Школи джазової і сучасної музики «Rimon», де вона вчилася з 1990 року. Дор помітив талановиту ученицю і вони розпочинають співпрацю та у достатньо короткий термін видають два івритомовні альбоми. Перший містив поп-, рок- і джаз-композиції (Achinoam Nini Gil Dor Live 1991), другий був на поезії ізраїльських поетес (Achinoam Nini Gil Dor 1993) і став у країні платиновим.
Міжнародний дебют співачки Ноа відбувся з альбомом «Noa» (1993), починаючи з якого завдяку Дору Ноа співпрацює з лейблом Geffen Records.
Відтоді творчість Ноа розвивається у 2 напрямках — на міжнародний ринок (Noa, Calling, Blue touches Blue, Now, Genes&Jeanes) та на внутрішньоізраїльський (Achinoam Nini, Achinoam Nini & The Israel Philarmonic Orchestra, First Collection). Крім того, саме Ноа стала першою виконавицею ролі циганки Есмеральди в мюзиклу «Нотр-Дам де Парі» (1997) на основі твору Віктора Гюго «Собор Паризької Богоматері». Ноа також виконала саундтреки до декількох популярних кінострічок («Життя прекрасне», 1997; «Вавилон», 1999).
За свою кар'єру Ноа співала дуетами з такими відомими виконавцями, як Sting, Стіві Вандер, Лара Фабіан, Халедом і багатьма іншими.
Ноа відзначається активною політичною і громадською позицією й не може у своїй творчості обійти стороною арабо-ізраїльський конфлікт — вона присвятила кілька пісень трагічно загиблому прем'єр-міністру Ізраїлю Іцхаку Рабіну. Пацифіський і спрямований на пошуки «іншого шляху, який конче має бути», зміст має пісня, яку разом з Мірою Авад, на дуеті з якою настояла са́ме Ноа, вона заспівала на Пісенному конкурсі Євробачення 2009 року в Москві.

## Особисте життя і благодійність
У шлюбі з доктором Ашером Бараком. У них двоє дітей: син Аелі і дочка Еноа.
У 2004 році Ноа призначена представницею Продовольчої та сільськогосподарської організації ООН.

## Дискографія
- Achinoam Nini and Gil Dor Live (липень 1991)
- Achinoam Nini and Gil Dor (вересень 1993)
- Noa (березень 1994)
- Calling (травень 1996)
- Achinoam Nini (квітень 1997)
- Achinoam Nini & the Israel Philharmonic Orchestra (квітень 1998)
- Blue Touches Blue (березень 2000)
- First Collection (березень 2001)
- Now (вересень 2002)
- Noa Gold (жовтень 2003)
- Noa Live — DVD/Double CD with the Solis Quartet (жовтень 2005)
- Genes & Jeans (квітень 2008)